# Strelasund
Strelasund (od połab. strela, czyli strzała) – wąska cieśnina Bałtyku (25 km długości, do 4 m głębokości) oddzielająca wyspę Rugię od stałego lądu. Stanowi także naturalną administracyjną granicę pomiędzy powiatami niemieckiego kraju związkowego Meklemburgia-Pomorze Przednie: Vorpommern-Rügen, Vorpommern-Rügen a miastem na prawach powiatu Stralsund.
Od 1936 na wysokości Stralsundu cieśninę spina kolejowo-drogowy most Rügendamm. W latach 2004–2007 obok niego wzniesiono nowy most Rügenbrücke. Obie przeprawy zapewniają stałe połączenie Rugii ze stałym lądem.